# MP Materials Corp.
MP Materials Corp. is een Amerikaans mijnbouwbedrijf met het hoofdkantoor in Las Vegas (Nevada). Het bedrijf is opgericht in 2017 toen het veel activa overnam van Molycorp, dit laatste bedrijf ging in 2015 failliet. De Mountain Pass zeldzame-aardmetalenmijn in Californië is de belangrijkste activiteit. In november 2020 kreeg MP Materials een notering aan de New York Stock Exchange (NYSE).

## Geschiedenis
In 1949 werd in het bastnäsiet voorkomen op de grens van Californië en Nevada zeldzame aardmetalen (Engels: rare earth) in winbare hoeveelheden gevonden. In 1950 kreeg het Amerikaanse bedrijf Molybdenum Corporation of America een mijnbouwlicentie en twee jaar later startte de productie. De eerste metalen werden in 1954 geleverd aan de overheid want een commerciële markt was nog niet ontwikkeld. Pas in 1965, met de introductie van de kleurentelevisie, kwam de vraag naar Europium tot ontwikkeling. In 1966 lag de productie van aardmetalen op ruim 10.000 ton per jaar. In 1990 kwam 40% van de wereldwijde productie van zeldzame aardmetalen uit de Mountain Pass mijn. Vanwege milieuproblemen werd de mijn in 1998 gesloten. De fabrieken konden nog verdergaan op de aanwezige ertsvoorraden, maar in 2002 werden deze ook gesloten.

### Molycorp
In 2004 kreeg Molycorp een nieuwe mijnlicentie voor een periode van 30 jaar. In 2007 werd op bescheiden schaal de productie herstart van enkele aardmetalen. Er werd fors geïnvesteerd en de productiecapaciteit werd verhoogd naar 19.050 ton zeldzame aardmetalen. Het bestuur van Molycorp besloot in januari 2011 de capaciteit met nog eens 20.000 ton per jaar extra te verhogen. Naast deze investeringen werden ook acquisities gedaan om breder actief te zijn in de hele bedrijfskolom. Er waren tegenslagen en toen ook de prijs van de zeldzame aardmetalen begonnen te dalen, raakte Molycorp in financiële problemen met een faillissement in 2015 tot gevolg.

### MP Materials
MP Materials nam in 2017 de Mountain Pass mijn en faciliteiten over en begon met een herstart van de activiteiten. In 2020 lag de productie op 38.500 ton REO (Rare Earth Oxides) en dit was bijna driemaal zo hoog als onder Molycorp. Een ton REO bestaat ongeveer voor de helft uit cerium, voor een derde uit lanthanium en een zesde uit neodymium/praseodymium. Een dochteronderneming van Shenghe Resources Holding, een Chinees beursgenoteerd bedrijf, koopt de hele productie op en levert dit vervolgens aan fabrieken in China. Deze verwerken de REO verder en verkopen de eindproducten aan hun klanten. MP Materials investeert in eigen verwerkingscapaciteit, maar dat is nog niet gereed. 
De aandelen kregen op 18 november 2020 een notering aan de New York Stock Exchange.
In december 2021 besloot het bedrijf een fabriek te bouwen voor de verwerking van zeldzame aardmetalen in legeringen en magneten in Fort Worth in Texas. De fabriek heeft de naam Independence gekregen. Op hetzelfde moment werd een lange-termijnovereenkomst gesloten met autofabrikant General Motors, die een belangrijk deel van de productie gaat afnemen voor elektrische voertuigen. Per jaareinde 2023 was de bouw gereed en in 2024 zijn de belangrijkste machines en installaties geplaatst. In december 2024 is de productie opgestart.
Vanaf 2023 verkoopt het bedrijf ook neodymium/praseodymium (NdPr) oxide en metaal, hiervoor wordt REO verder verwerkt bij de mijn. De kopers zijn eigen klanten, maar er is ook een verkoop- en distributiecontract met Sumitomo Corporation of Americas. MP Materials verwacht in de toekomst dat de verkopen van NdPr producten zal toenemen waardoor de verkopen van REO gaan afnemen.
In februari 2022 zegde het Amerikaanse ministerie van Defensie (DoD) US$ 35 miljoen toe aan MP Materials voor het ontwerpen en bouwen van een faciliteit voor het verwerken van zware zeldzame aardmetalen (HREE). Deze faciliteit moet komen bij de Mountain Pass mijn. Dit project zal de eerste verwerkings- en scheidingsfaciliteit in zijn soort zijn en de eindproducten worden afgenomen door defensie-gerelateerde en commerciële bedrijven in de Verenigde Staten.
In november 2023 maakte het bedrijf bekend de capaciteit te gaan uitbreiden van 60.000 ton REO op jaarbasis. Dit doel moet binnen drie jaar zijn gerealiseerd.
In juli 2025 sloot het bedrijf een tweede belangrijk contract met het DoD. Ditmaal gaat het ministerie financieel bijdragen om een fabriek te bouwen met een jaarcapaciteit van 10.000 ton zeldzame aardmagneten. Als alles volgens plan verloopt, start in 2028 de productie. Het ministerie wordt een grootaandeelhouder door de koop van preferente aandelen met een waarde van US$ 400 miljoen. Verder heeft het DoD zich voor een periode van 10 jaar garant gesteld om gehele productie af te nemen tegen een bodemprijs van US$ 110 per kilogram. Met deze toezeggingen wil de Verenigde Staten minder afhankelijk worden van buitenlandse, met name Chinese, producenten. 
Op 15 juli 2025 kondigde Apple een veel omvattend contract met MP Materials aan. Het meerjarige contract heeft een waarde van US$ 500 miljoen. Apple gaat zeldzame aardmagneten kopen van MP Materials, die worden gemaakt in de fabriek in Fort Worth. Verder gaan ze samenwerken om de prestaties van magneten te verbeteren. Tot slot gaan de twee bedrijven samenwerken om een geavanceerde recyclinglijn voor zeldzame aardmetalen op te zetten in Mountain Pass.

## Financiële resultaten
De omzet en resultaten hangen zeer nauw samen met de prijsontwikkeling van zeldzame aardmetalen op de wereldmarkt.
| Jaar | Omzet       | Netto- resultaat | Verkoop- volume REO | Gemiddelde prijs | Verkoop- volume NdPr | Gemiddelde prijs |
| Jaar | (× miljoen) | (× miljoen)      | Verkoop- volume REO | Gemiddelde prijs | Verkoop- volume NdPr | Gemiddelde prijs |
| ---- | ----------- | ---------------- | ------------------- | ---------------- | -------------------- | ---------------- |
| 2019 | $ 73,0      | $ –6,7           | 26.821 ton          | $ 27,93 / kg     |                      |                  |
| 2020 | $ 134,3     | $ –21,8          | 38.367 ton          | $ 33,11 / kg     |                      |                  |
| 2021 | $ 332,0     | $ 135,0          | 42.158 ton          | $ 77,45 / kg     |                      |                  |
| 2022 | $ 527,5     | $ 289,0          | 43.198 ton          | $ 119,74 / kg    |                      |                  |
| 2023 | $ 253,4     | $ 24,3           | 36.837 ton          | $ 68,54 / kg     | 10 ton               | $ 70 / kg        |
| 2024 | $ 203,9     | $ −65,4          | 32.703 ton          | $ 44,14 / kg     | 1142 ton             | $ 51 / kg        |